# Choanoflagellatea
Classe
Les Choanoflagellatea sont une classe de protistes de l'embranchement des Choanozoa.

## Liste des ordres
Selon IRMNG (1er avril 2025) :
- Acanthoecida Cavalier-Smith, 1997 emend. (en) Nitsche et al., 2011
- Craspedida Cavalier-Smith, 1997, emend. Nitsche et al. 2011[2]

## Systématique
Le nom valide complet (avec auteur) de ce taxon est Choanoflagellatea Cavalier-Smith, 1998.